# Korean Service Medal
Ne doit pas être confondu avec Korean War Service Medal.
La Korean Service Medal (en français : médaille du service en Corée, abrégé en KSM) est une décoration des forces armées des États-Unis créée par ordre exécutif par Harry S. Truman en novembre 1950.
Elle est décernée à tout membre des forces armées qui a effectué son devoir en république de Corée entre le 27 juin 1950 et 27 juillet 1954.
Le département de la Défense des États-Unis a déclaré treize campagnes officielles de la guerre de Corée, tous annotés par des étoiles de service sur la Médaille du service en Corée. Certaines campagnes s'appliquent à toutes les branches de l'armée américaine, tandis que d'autres sont spécifiques.
- Agression nord-coréenne (USMC, Navy) : 27 juin au 2 novembre 1950 ;
- Défensive des Nations unies (Army, USAF) : 27 juin au 15 septembre 1950 ;
- Débarquement d'Incheon (USMC, Navy) : 13 au 17 septembre 1950 ;
- Offensive des Nations unies (Army, USAF) : 16 septembre au 2 novembre 1950 ;
- Intervention des forces communistes chinoises (Army, USAF) : 3 novembre 1950 au 24 janvier 1951 ;
- Agression de la Chine communiste (USMC, Navy) : 3 novembre 1950 au 24 janvier 1951 ;
- Première contre-offensive des Nations unies (USMC, Army, Navy, USAF) : 25 janvier au 21 avril 1951 ;
- Offensives des forces communistes chinoises de printemps (USMC, Army, Navy, USAF) : 22 avril au 8 juillet 1951 ;
- Offensive des Nations unies d'été-automne (USMC, Army, Navy, USAF) : 9 juillet au 27 novembre 1951 ;
- Second hiver coréen (USMC, Army, Navy, USAF) : 28 novembre 1951 au 30 avril 1952 ;
- Défense coréenne d'été automne 1952 (USMC, Army, Navy, USAF) : 1er au 30 novembre 1952 ;
- Troisième hiver coréen (USMC, Army, Navy, USAF) : 1er décembre 1952 au 30 avril 1953 ;
- Corée, été 1953 (USMC, Army, Navy, USAF) : 1er au 27 juillet 1953.